# Jiří Cieńciała
Jiří Cieńciała (Jerzy Cieńciała) [vysl. přibližně čjeňčaua] (* 10. března 1950 Vendryně) je bývalý generální ředitel Třineckých železáren, v letech 2016 až 2022 senátor za obvod č. 73 – Frýdek-Místek, v letech 2007 až 2017 působil ve vedení Svazu průmyslu a dopravy ČR a od roku 2012 byl rektorem Vysoké školy podnikání, resp. v letech 2015 až 2016 rektorem Vysoké školy podnikání a práva. Od července 2013 do ledna 2014 byl členem Rusnokovy vlády jako ministr průmyslu a obchodu.

## Život
Pochází z polské menšiny v Českém Slezsku. Vystudoval obor systémové inženýrství na Vysoké škole báňské v Ostravě (promoval v roce 1974). V roce 1982 obhájil kandidátskou práci (získal titul CSc.), deset let pak byl externím vyučujícím na VŠB Ostrava. Habilitoval se (získal titul doc.) na své alma mater v roce 2003, o rok později byl jmenován docentem pro obor řízení průmyslových systémů.
Svou profesní kariéru začínal v Třineckých železárnách. V této ocelářské firmě působil na různých hospodářských pozicích více než 37 let. Nejprve pracoval v útvaru výpočetní techniky, později jako pracovník automatizace výroby a následně byl ředitelem pro vývoj a obchod strojírenské divize. V roce 1997 se stal generálním ředitelem Třineckých železáren. Z této funkce odešel na konci roku 2011. V říjnu 2012 byl zvolen členem dozorčí rady této akciové společnosti.
V prosinci 1999 se stal členem dozorčí rady nově založené akciové společnosti Moravia Energo, ve které setrval až do prosince 2008, kdy společnost po prudkém poklesu cen elektřiny nebyla schopna hradit své závazky vůči energetické burze. Po následném prohlášení konkursu museli věřitelé odepsat pohledávky v řádu miliard korun. Podle médií mohly na pádu Moravie Energo vydělat Třinecké železárny, které získaly možnost nakoupit si na počátku roku 2009 elektřinu za nižší ceny.
V červenci 2007 byl kooptován do předsednictva Svazu průmyslu a dopravy ČR, v dubnu 2011 byl pak zvolen viceprezidentem pro výzkum, vývoj, inovace a vzdělávání. Na funkce rezignoval v dubnu 2017, jelikož se stal senátorem.
V únoru 2012 byl zvolen rektorem soukromé Vysoké školy podnikání v Ostravě. Ta byla na konci září 2015 zrušena a stala se součástí soukromé Vysoké školy podnikání a práva, jejímž rektorem se Cieńciała stal už od června téhož roku. Funkci rektora zastával do září 2016. Zároveň působí jako externí člen ve vědeckých radách VŠB – TU Ostrava a Ostravské univerzity.
V roce 2008 získal ocenění „Manažer roku“. Je členem Rady pro výzkum, vývoj a inovace, která je odborným a poradním orgánem vlády České republiky. Zasedá v dozorčí radě asociace Hutnictví železa (sdružuje ocelářské podniky v České republice a na Slovensku). Předsedá představenstvu Česko-polské obchodní komory v Ostravě.
Jiří Cieńciała má syna Michala.

## Politické působení
Do politiky vstoupil, když mu designovaný premiér Jiří Rusnok nabídl 2. července 2013 post ministra průmyslu a obchodu ve své vládě. Nabídku přijal 4. července 2013. Prezident Miloš Zeman jej do funkce jmenoval 10. července 2013. Vláda Jiřího Rusnoka jej usnesením č. 952 ze dne 11. prosince 2013 jmenovala zmocněncem vlády pro řešení problémů spojených s revitalizací Moravskoslezského a Ústeckého kraje.
Ve volbách do Senátu PČR v roce 2016 kandidoval jako nestraník za hnutí OBČANÉ SPOLU – NEZÁVISLÍ („OSN“) v obvodu č. 73 – Frýdek-Místek. Se ziskem 46,18 % hlasů postoupil z prvního místa do druhého kola, v němž porazil poměrem hlasů 73,35 % : 26,64 % lidovkyni Pavlu Golasowskou. Stal se tak senátorem. Ve volbách do Senátu PČR v roce 2022 svůj mandát již neobhajoval.